# Heliura balia
Heliura balia là một loài bướm đêm thuộc phân họ Arctiinae, họ Erebidae.